# Straßenlauf-Länderkampf der Männer 1963 BR Deutschland – Luxemburg – Niederlande – Schweiz
| 4. Leichtathletik-Länderkampf mit bundesdeutscher Beteiligung 1963         | 4. Leichtathletik-Länderkampf mit bundesdeutscher Beteiligung 1963 |                                  |
| -------------------------------------------------------------------------- | ------------------------------------------------------------------ | -------------------------------- |
|                                                                            |                                                                    |                                  |
| Straßenlauf der Männer: BR Deutschland – Luxemburg – Niederlande – Schweiz |                                                                    |                                  |
| Austragungsort                                                             | Bad Kreuznach                                                      |                                  |
| Wettbewerbe                                                                | 1                                                                  |                                  |
| Datum                                                                      | 16. Juni 1963                                                      |                                  |
| 1. FRG 2. NLD 3. SUI 4. LUX                                                | 5:08:47,0 h 5:26:51,4 h 5:41:19,8 h 000o. W.                       |                                  |
| Chronik                                                                    |                                                                    |                                  |
| ← SWE-FRG Geher (M)                                                        | NLD-FRG-BEL-FRA00 -ITA-SUI (M) →                                   | NLD-FRG-BEL-FRA00 -ITA-SUI (M) → |

Der vierte Vergleich des Länderkampfjahres 1963 war ein Länderkampf im Straßenlauf zwischen den vier Nationen Bundesrepublik Deutschland, Luxemburg, Niederlande und Schweiz. Die Begegnung fand zum ersten Mal in dieser Form statt und wurde am 16. Juni in Bad Kreuznach ausgetragen.

## Wettbewerbe und Modus
Die Begegnung beinhaltete wie in Straßenlauf-Vergleichen üblich ein Rennen über dreißig Kilometer. In die Wertung kamen die jeweils drei besten Läufer von vier Startern je Nation. Das Resultat ergab sich durch Addition der durch die gewerteten Athleten erzielten Zeiten.

## Ergebnis
Im Einzelresultat des Rennens lag ein Läufer aus Luxemburg vorn. Doch dahinter folgten hintereinander auf den Rängen zwei bis vier die drei gewerteten bundesdeutschen Athleten und das luxemburgische Team blieb ohne Wertung, weil nur zwei ihrer Vertreter das Ziel erreichten. So setzte sich die Bundesrepublik Deutschland mit einem Vorsprung von mehr als vierzehn Minuten vor den Niederlanden durch. Knapp vierzehneinhalb weitere Minuten zurück folgte die Schweiz auf dem dritten Platz vor Luxemburg.

## Legende
Kurze Übersicht zur Bedeutung der Symbolik – so üblicherweise auch in sonstigen Veröffentlichungen verwendet:
| DNF   | nicht im Ziel (did not finish) |
| o. W. | ohne Wertung                   |

## Resultat

### 30-km-Straßenlauf
| Platz | Athlet               | Land | Zeit (h)  |
| ----- | -------------------- | ---- | --------- |
| 01    | Jean Aniset          | LUX  | 1:41:26,6 |
| 02    | Jürgen Wedeking      | FRG  | 1:42:11,8 |
| 03    | Lothar Reinshagen    | FRG  | 1:42:54,0 |
| 04    | Hans-Dieter Simonsen | FRG  | 1:43:41,2 |
| 05    | Paul Gliedner        | LUX  | 1:44:28,2 |
| 06    | Joop van de Berg     | NLD  | 1:46:14,0 |
| 07    | Werner Zylka         | FRG  | 1:47:05,0 |
| 08    | Bernhard Koller      | SUI  | 1:47:05,0 |
| 09    | Theo Roelofs         | NLD  | 1:48:44,2 |
| 10    | Fons Veldhuizen      | NLD  | 1:51:53,2 |
| 11    | Guido Vögele         | SUI  | 1:56:13,2 |
| 12    | Josef Gwerder        | SUI  | 1:58:01,6 |
| DNF   | Walter Gilgen        | SUI  |           |
| DNF   | Paul Schaack         | LUX  |           |
| DNF   | Léon Schmitz         | LUX  |           |
| DNF   | Cor Souverein        | NLD  |           |